# Cima di Meleda
Cima di Meleda (in croato Veliki Školj) è un'isoletta disabitata a est di Meleda, nel mare Adriatico, in Croazia. Amministrativamente appartiene al comune della città di Meleda, nella regione raguseo-narentana.

## Geografia
Cima di Meleda si trova a nord-est del villaggio di Sabbionara (Saplunara) e a 90 m di distanza da punta Cima di Meleda (rt Vratnički), la punta nord-est di Meleda; è parallelo alla costa, disabitato, lungo e stretto (misura circa 550 m di lunghezza) ha una superficie di 0,059 km², uno sviluppo costiero di 0,892 km e l'altezza di 25 m. A continuazione della sua punta sud-ovest c'è un altro piccolo scoglio (Mali Školj) che ha un'area di 5741 m² e la costa lunga 327 m 42°42′13″N 17°44′40″E.

### Cartografia
- (HR) Mappa topografica della Croazia 1:25000, su preglednik.arkod.hr. URL consultato il 7 marzo 2017.
- Carta di cabottaggio del mare Adriatico, foglio XI, Milano, Istituto geografico militare, 1822-1824. URL consultato il 16 febbraio 2017 (archiviato dall'url originale il 13 aprile 2013).